# Budova Rilindja
Budova Rilindja se nachází v metropoli Kosova, Prištině, na rohu ulic Ukshin Hoti a Dritan Hoxha, v blízkosti Paláce mládeže a sportu, západně od centra města.
Budova má výšku 89 m a celkem 19 pater.

## Historie
Výšková budova s čtvercovým půdorysem a nápadnou betonovou fasádou, která je vidět na všech panoramatických snímcích města, byla zbudována pro vydavatelství Rilindja, které bylo největším albánskojazyčným podnikem svého druhu na území Kosova i Jugoslávie. Byla vybudována v letech 1972 až 1978 podle návrhu architekta Georgiho Konstantinovského inspirovaného brutalistní architekturou. Součástí objektu byla i nedaleká tiskárna.
Objekt byl známější byl pod názvem Palác médií, resp. Palác tisku neboť zde sídlily i další společnosti tohoto typu, např. vydavatelství Jedinstvo. Tvoří jej věž o čtvercovém půdorysu 30 x 30 m. a přízemní objekt tiskárny o půdorysu 120 x 100 m s nápadnou brutalistní výzdobou své fasády.
Po roce 2000 změnil své využití a od roku 2009 zde sídlí celkem čtyři kosovská ministerstva s několika stovkami zaměstnanců. Architektem rekonstrukce budovy z počátku 21. století byl Bhgjet Pacolli, stavební firmou, která jej realizovala potom Mabetex. Budova získala nový obklad a nová okna. Převzetí budovy vládou vyvolalo spory s původním vlastníkem, resp. i jeho zaměstnanci.
V roce 2015 byla před budovu umístěna socha Ismaila Qemaliho.